# Редуд (национален парк)
Националният парк Редуд (на английски: Redwood), в буквален превод „червено дърво“ или другото име на секвоята, в действителност паркът е наречен на вида вечнозелена секвоя (Sequoia sempervirens)) се намира в САЩ, покрай северното крайбрежие на Калифорния. Паркът се състои от дъждовни иглолистни гори, в които растат вечнозелените секвои, най-високите и големи дървета на планетата, прерии, археологически находки, реки и 60 km красиво крайбрежие. Паркът приютява също някои застрашени от изчезване животински видове като белоглавия орел, кафявия пеликан, петнистата улулица и кралската сьомга.

## История
Индианци са живели по тези места преди около 3000 години. Те използват местните дървета, които лесно се цепят и обработват, като материал за строене на лодки и къщи Въпреки че испански, руски и американски изследователи посещават района още през XVI век, няма подробни дании за вътрешността му до 1828 година. Откриването на злато край Тринити Крийк (Trinity Creek) през 1850 години привлича хиляди миньори в областта, като местните жители са насилствени изселени или дори в някои случаи избити. Около 1919 година някои индиански племена почти напълно изчезват. След като златната треска приключва, започва масово изсичане на дърветата, които се продават на пазара. Загрижени граждани и политици започват да търсят пътища за запазване на националните богатства.

## Геология
Поради сблъскването на две геологични плочи този район е сеизмично активен. Вследствие на слабите, но чести земетресения коритата на реките се изместват, наблюдават се свличания и ерозия на скалистия морски бряг. През 1990-те по северното крайбрежие на Калифорния са регистрирани девет земетресения с големина 6.0 по скалата на Рихтер.. След земетресение възможността за цунами значително нараства.

## Климат
Климатът на парка е силно повлиян от Тихия океан. Бреговите температури варират от 4 °C до 15 °C през цялата година. Във вътрешността лятото е малко по-горещо и сухо, а зимите по-студени. Редут виреят най-добре на не повече от 2 – 3 km от брега и не на повече от 80 km навътре в континента. Причината за това са влажните мъгли образувани от океана. Те осигуряват здравословен растеж на гората.

## Флора
Преди секвоевите гори са покривали около 8100 km2 от бреговата ивица на Северна Калифорния. Днес са останали непокътнати само 4% от тези гори и заемат площ от около 340 km2. От тях 45% са под закрилата на парка. Вечнозелената секвоя е най-високото дърво на планетата. На 8 септември 2006 година е измерен най-високия представител. Това е дървото наречено Хиперион, чиято височина е 115,55 m. Тези дървета са едни от най-дълголетните растения. Живеят средно 800 до 1500 години, но са документирани и представитеи на 2000 години. Те растат край реки и езера и имат дебела кора.. Други представители на дървесната растителност са различни видове дъб, явор и елша. Храстовидната растителност е представена от къпини, боровинки и типичната за северното тихоокеанско крайбрежие сьомгова малина. Калифорнийският рододендрон и азалията са красиви цъфтящи храсти.

## Фауна
В парка са формирани няколко екосистеми, характеризиращи се със специфични свои животински представители. Такива са крайбрежна, прерийна, околоречна и горска екосистеми. Кафявият пеликан и приливното попче са едни от застрашените видове живеещи в тази част на света. В парка живеят някои редки и защитени видове животни. Някои от 40-те вида бозайници, които живеят тук са червен рис, пума, американска черна мечка, койот, бобър, вапити и други. Делфини и сиви китове могат да се видят понякога в близост до брега.
В парка се срещат и влечуги и земноводни като жаби, саламандри и някои видове змии.